# 365 дана (филм)
365 дана (пољ. 365 Dni) пољски је еротски трилер из 2020. године, у режији Барбаре Бјаловонс и Томаша Мандеса. Темељи се на истоименом роману из трилогије Бланке Липинске. Прати младу жену (Ана-Марија Сјеклуцка) из Варшаве у вези без страсти, која се заљубљује у доминантног Сицилијанца (Микеле Мороне), који је киднапује и даје јој 365 дана да се заљуби у њега.
Приказан је 7. фебруара 2020. године у Пољској, односно 7. јуна за Netflix, након чега је привукао глобалну пажњу, поставши најгледанији садржај у бројним државама широм света, укључујући Србију. Упркос својој популарности, у великој мери је добио негативне рецензије критичара, који су га највише критиковали због величања мафије и велике употребе сцена секса које садрже сексуално насиље, поредећи га са трилогијом Педесет нијанси.
Наставак, 365 дана: Овај дан, приказан је 27. априла 2022. године.

## Радња
Масимо Торичели, млади и згодни шеф Сицилијанске мафије, нема другу опцију него да настави посао након што му је отац убијен. Лаура Бјел је директорка продаје у луксузном хотелу. Она има успешну каријеру, али у њеном приватном животу нема страсти. Она предузима још један напор да спасе своју везу; заједно са партнером и пријатељима путује на Сицилију. Лаура не очекује да јој се укрсти пут са Масимом, најопаснијим човеком на острву. Међутим, он је киднапује и даје јој 365 дана да се заљуби у њега.

## Улоге
| Глумац               | Улога           |
| -------------------- | --------------- |
| Микеле Мороне        | Масимо Торичели |
| Ана-Марија Сјеклуцка | Лаура Бјел      |
| Бронислав Вроцлавски | Марио           |
| Отар Саралидзе       | Доменико        |
| Магдалена Лампарска  | Олга            |
| Наташа Урбањска      | Ана             |
| Гражина Шаполовска   | Клара Бјел      |
| Томаш Стокингер      | Томаш Бјел      |
| Ђани Паризи          | Масимов отац    |
| Матеуш Ласовски      | Мартин          |
| Бланка Липинска      | невеста         |

## Производња
Сниман је у Пољској (Варшава, Краков и Њеполомице) и Италији (Санремо).

## Приказивање
Приказан је 7. фебруара 2020. године у Пољској, где је зарадио 9 милиона долара. Од 14. фебруара приказиван је у одабраним биоскопима у Уједињеном Краљевству, где је зарадио 494.181 долара, док је у јуну приказан за Netflix.

## Наставак
Планови за наставак, под насловом Овај дан, одложени су због пандемије ковида 19. У мају 2021. објављено је да је Netflix истовремено почео да снима два наставка, са неколико чланова глумачке поставе који би се вратили. Потврђено је да се Мороне, Сјеклуцка и Лампарска враћају. Наслови наставака су били 365 дана, други део и 365 дана, трећи део. Други филм, 365 дана: Овај дан, приказан је 27. априла 2022 године, а трећи, Још 365 дана, 19. августа.